# Boussemghoun
Boussemghoun (în arabă بوسمغون) este o comună din provincia El Bayadh, Algeria.
Populația comunei este de 3.795 de locuitori (2008).